# Yeehlinding-kiiyaahaang
Yeehlinding-kiiyaahaang /flows in-place band/, jedna od bandi Kato Indijanaca,porodica Athapaskan, s Ten Mile Creeka, čije se područke prostiralo od Peterson Creeka do ušća Ten Mile Creeka na South Fork Eel Rivera u Kaliforniji. 
Banda je imala 4 sela, to su: Dindai-ntcee'tcding  (ili  "Poor Flint Place"; flint-bad-little-place); K'ishtaahchii'  ("Among the Alders Creek-mouth"; alders-among-tail); Nee'lhitchowbii'  ("Big Earth Smoke Valley"); Tagittl'ohding ("Between the Prairies Place"; between-grass/prairie-place). 

## Vanjske poveznice
- Cahto Band Names